# Ђаволан (лист 1881)
Ђаволан је српски хумористички лист са сликама. Лист је штампан у Шиду. Први број је изашао 1. новембра 1881. године, а  следећи број је изашао као двоброј 2/3, 16. новембра 1881. године. После двоброја лист се угасио, тј. престао је да излази. 

## Историјат
Ђаволан је шаљиви лист јединственог уредништва, наиме, његов власник, одговорни уредник, новинска редакција и илустратор била је једна особа. Реч је о минхенском студенту сликарства и штићенику Марије Трандафил, шидском штампару, илустратору и књижару Миливоју Мауковићу. Овај шаљиви лист изашао је у  три броја, од чега су последња два изашла као двоброј. Први број овог листа није сачуван. Ђаволан је у политичком смислу био наклоњен Милетићевој Српској народној слободоумној странци. Смрт Миливоја Мауковића, његовог уредника и илустратора, допринела брзом гашењу листа. То је био лист који би се могао сматрати мешовитим због тематског комбиновања, јер није апострофирао искључиво политичке теме, већ их је комбиновао са темама савремених друштвених аномалија. Овај лист је сачињен с намером да буде једини шаљиви лист те врсте у 1881. години.

### О уреднику
Миливоје Мауковић је био искусан када је почео да штампа Ђаволана. Његови цртежи, разне илустрације и карикатуре објављиване су у публикацијама Жижан, Абуказемов шаљиви календар, СтарМали, Јавор, Српске илустроване новине, различите дечије новине и књиге. Он је још 1879. године у Новом Саду издавао Шаљивог астронома с богатом илустрационом опремом. У то време већина српских листова излазила је или без графичке опреме или с минималним бројем илустрација. За разлику од бројних других илустратора и карикатуриста, за Мауковићеве илустрације није проблем утврдити ауторство, јер их је он сасвим педантно потписавао иницијалом имена и пуним презименом или само иницијалима и обавезно годином када је слика настала. Сарађивао је са Јованом Јовановићем Змајем и његове илустрације су симбол Змајевих песама; Материна маза, Доручак, Бако,бако стара бако. Бавио се политичком карикатуром и друштвеном сатиром и брзо је стекао популарност од 1874. до 1881. године, а савременици су му прорицали сјајну будућност. Данас се сматра првим српским професионалним илустратором, претечом српског стрипа. Миливоје Мауковић је преминуо 1881. године у Шиду.

### Периодичност излажења
Лист је излазио два пута месечно, 1. и 15. у месецу.

### Место издавања и штампарија
Лист је штампан у Шиду, у Штампарији М. Мауковић.

## Занимљивости из листа
Интересантно је да се управо у Ђаволану појављује рубрика под насловом Штампарске погрешке. Ова рубрика је послужила Мауковићу да грешке словослагача извргне руглу и да им скрене пажњу на то да текст понекад буде потпуно бесмислен или комичан када се у њему измени само једно слово. 
| „ | - Берба (борба) је код манастира била жестока, попови (топови) су рикали ужасно. - Во (то) господо, треба да је сваком идеал, и сваки треба да се том идеалу што већма приближи. - За сваку таку болесницу, госпођице, препоручиваху лекари прут (пут) па мислим да би то и вама добро чинило. - Војска чаша (наша) учини и последњи нападај тако, да сви противници на под легоше (подлегоше.) | ” |